# Ceccano
Ceccano är en stad och kommun i provinsen Frosinone i regionen Lazio i Italien. Kommunen hade 23 244 invånare (2018). En av stadens sevärdheter är kyrkan Santa Maria a Fiume, invigd 1196. Ceccano gränsar till kommunerna Arnara, Castro dei Volsci, Frosinone, Giuliano di Roma, Patrica, Pofi och Villa Santo Stefano.